# 태양복사
태양복사는 태양에서 방출되는 에너지의 총칭이다. 태양의 표면온도가 약 6000K인 높은 온도에서 방출되는 복사에너지이므로 파장이 짧은 X선으로부터 수 m나 되는 전자파까지 포함되지만, 그 에너지의 대부분은 0.2~2.0µm파장 범위에 포함되어 있으므로, 파장이 짧아서 단파복사라고도 한다.
태양광선을 스펙트럼을 통하여 보면, 자외선, 가시선, 적외선으로 나눌 수 있는데, 이 복사에너지의 43% 정도는 가시선이고, 나머지 반의 대부분은 적외선이며, 자외선은 약 7% 정도가 된다.
태양복사에너지는 연중 변동 없이 지구에 도달하지만, 지구 자체가 태양주위를 공전하고 있으므로, 북반구에서는 하지인 6월 21일경에 단위 면적당 태양복사에너지를 가장 많이 받게 되고, 동지인 12월 21일경에 가장 적게 받게 된다.